# Teixeirichthys
Teixeirichthys is een monotypisch geslacht van straalvinnige vissen uit de familie van rifbaarzen of koraaljuffertjes (Pomacentridae).

## Soort
- Teixeirichthys jordani (Rutter, 1897)